# Klub Piłki Siatkowej Chemik Police
O Klub Piłki Siatkowej Chemik Police é um clube de voleibol feminino polonês fundado em 1988

## História
A Chemik Police S.A.  estabeleceu uma forte tradição no voleibol feminino  a mais de 25 anos na cidade de Police (Polônia) e os maiores êxitos começaram a ser obtidos na década de 90, alcançando os bicampeonatos nacionais nos anos de 1994 e 1995, como também o tricampeonato consecutivo da Copa da Polônia de 1993 a 1995.
Apos 12 anos  lutando nas divisões inferiores do voleibol nacional do novo parceiro, o Grupa Azoty Zakłady Chemiczne Police S.A, e na jornada 2012-13 alcançam a promoção a elite nacional, conquistando o título nacional na jornada 2013-14.Na temporada 2014-15, o time foi liderado pelo do técnico italiano Giuseppe Cuccarini, repetindo o feito do título nacional e da Supercopa Polonesa e estrearam na edição da correspondente Liga dos Campeões da Europa, terminando em primeiro na fase de grupos, sendo semifinalista na fase final que realizou-se em Estetino, quando terminou na quarta colocação.
Alcançaram o tricampeonato consecutivo nacional na temporada 2015-16 e obtiveram o título da Supercopa e da Copa da Polônia, obtendo os títulos nacional e da Copa da Polônia na temporada 2016-17. e na temporada 2017-18 conquistou sétimo título do Campeonato Polonês.

## Títulos

### Competições Nacionais
- Campeonato Polonês: 7

1993-94, 1994-95, 2013-14, 2014-15, 2015-16, 2016-17 e 2017-18
- Supercopa Polonesa: 2

2014 e 2015
- Copa da Polônia: 6

1992-93, 1993-94, 1994-95, 2013-14, 2015-16, 2016-17

### Competições Internacionais
- CEV Champions League: 0